# Jakob Ukmar
Jakob Ukmar (Opčine, 13. srpnja 1878. – Škedenj, 2. studenoga 1971.) - slovenski rimokatolički svećenik, vjerski pisac, kandidat za sveca.

## Život i djelo
Rođen je u obitelji željezničkog čuvara na prugi Beč-Trst. Osnovnu školu pohađao je u rodnom mjestu Opčine, a zatim je nastavio studij na njemačkoj gimnaziji u Trstu, gdje je diplomirao 1898. godine. Nakon što je diplomirao, otišao je u središnje sjemenište u Gorici. Za svećenika je zaređen 14. srpnja 1901. Pet godina kasnije, bio je postavljen za svećenika tada buntovne župe Ricmanje kod Trsta. Mještani su htjeli u svojoj župi uvesti glagoljaško bogoslužje, što Sveta Stolica nije dopustila, a nakon toga su se proglasili grkokatolicima. Ukmar je s vremenom popravio situaciju.
U godinama od 1902. do 1919., Ukmar je bio aktivan na nacionalnim i vjerskim područjima: 1904. – 1908. uređivao je dvotjednik "Obiteljski prijatelj", 1908. – 1909. uređuje tjednik kršćansko-socijalne stranka "Zora", bio je predsjednik Katoličkog tiskovnog društva od osnivanja 1907. godine, predsjednik stranje SLS-u Trst i Goricu od osnutka 1909. godine, ravnatelj biskupijskog đačkog konvikta 1911. – 1913. i katehet na nacionalnoj gimnnaziji u Trstu od 1913. do 1934. godine. Nacionalni obrazovni rad vezan Ukmarjeva napisano pastoralnu zadaću širenja dobre knjige, svoju predanost slovenskom tisku. 
Bio je vrlo obrazovan, skroman i precizan čovjek. Bavio se amaterski astronomijom, učenjem stranih jezika, pa čak i čitanje klinopisom.
Nakon Drugog svjetskog rata, lokalni biskup poslao je Ukmara da dijeli svetu krizmu stotinama mladih u Istri. Zbog rata, krizma se nije dijelila nekoliko godina pa je bilo mnogo kandidata. U početku je sve prolazilo mirno, ali onda je došlo do otpora komunista, koji su spriječili održavanje krizme u nekoliko istarskih župa. Na red je došla sveta krizma u župi u Lanišću. Odlučeno je, da se održi sat vremena ranije, da se zavaraju komunisti, no oni su svejedno došli prosvjedovati. Mještani vjernici spriječili su ih da uđu u crkvu, dok je trajala sveta misa i podjela svete krizme. Nakon svete mise, došla je i policija, no došlo je do nastavka nereda. Komunisti su provalili u župni ured i nožem napali hrvatskog svećenika Miroslava Bulešića, kojeg su na mjestu ubili (proglašen je blaženim 2013.). Nakon toga, našli su Ukmara i teško ga pretukli te ostavili misleći da je mrtav. Uspio je preživjeti makar je dugo bio u komi. Tako je bio pretučen da je bio teško prepoznatljiv. Komunisti su željeli ubiti i župnika Stjepana Ceka, no njega je majka sklonila ispod stepenica pa ga nisu našli.
Nakon oporavka, Ukmar je završio u zatvor. Ubojice su oslobođeni ili kažnjeni jako malom kaznom, a oni koji su se borili protiv njih su osuđeni na po nekoliko mjeseci zatvora. Najveću kaznu je dobio župnik, koji je preuzeo „krivnju“ na sebe. Osuđen je i Ukmar na mjesec dana zatvora. Nakon povratka u Trst, biskup ga je razriješio svih poslova u biskupiji, zbog pritiska komunističkih vlasti.
Ukmar je umro 2. studenog 1971. Pogrebu je prisustvovalo mnoštvo ljudi, koji su govorili da je umro svetac. Biskupija u Trstu otvorila je postupak za proglašenje Ukmara blaženim i svetim.